# Tuxedo (jazz)
La palabra Tuxedo es el nombre que, en Estados Unidos, se le da al esmoquin. La etimología de este uso deriva de un club de baile de Nueva York, famoso en los años 1890, donde se exigía el uso de esmoquin.
La palabra se usó en diversos temas de jazz, siendo especialmente popular el tema denominado Tuxedo Junction, compuesto por Erskine Tate, quien consiguió gran repercusión en los años 1930. Después, el tema alcanzó fama mundial en la versión de Glenn Miller. Al parecer, el tema se refería a un cruce de calles de Birmingham (Alabama), en el que había una famosa tienda de alquiler de esmoquin.
A raíz del éxito del tema citado, la palabra "Tuxedo" pasó a aplicarse a cualquier tipo de lugar (tienda de discos, sala de baile) que sirviera de reunión para los aficionados al Swing.